# (501) Urhixidur
(501) Urhixidur – planetoida z pasa głównego asteroid okrążająca Słońce w ciągu 5 lat i 230 dni w średniej odległości 3,16 j.a. Została odkryta 18 stycznia 1903 roku w Landessternwarte Heidelberg-Königstuhl w Heidelbergu przez Maxa Wolfa. Nazwa planetoidy pochodzi od postaci z noweli Auch Einer Friedricha Theodora Vischera. Przed jej nadaniem planetoida nosiła oznaczenie tymczasowe (501) 1903 LB.